# إريك باترسون
اريك باترسون (بالإنجليزية: Eric Patterson) هو لاعب كرة قاعدة أمريكي، ولد في 8 أبريل 1983 في تالاهاسي في الولايات المتحدة.

## وصلات خارجية
- إريك باترسون على موقع دوري كرة القاعدة الرئيسي (الإنجليزية)
- إريك باترسون على موقعبيزبول رفرنس.كوم (الدوري الرئيسي) (الإنجليزية)
- إريك باترسون على موقعبيزبول رفرنس.كوم (الدوري الثانوي) (الإنجليزية)
- إريك باترسون على موقع إي إس بي إن.كوم (أم.أل.بي) (الإنجليزية)
- إريك باترسون على موقع مشجعي الرسوم البيانية (الإنجليزية)